# 대한민국의 병역 제도에 대한 비판

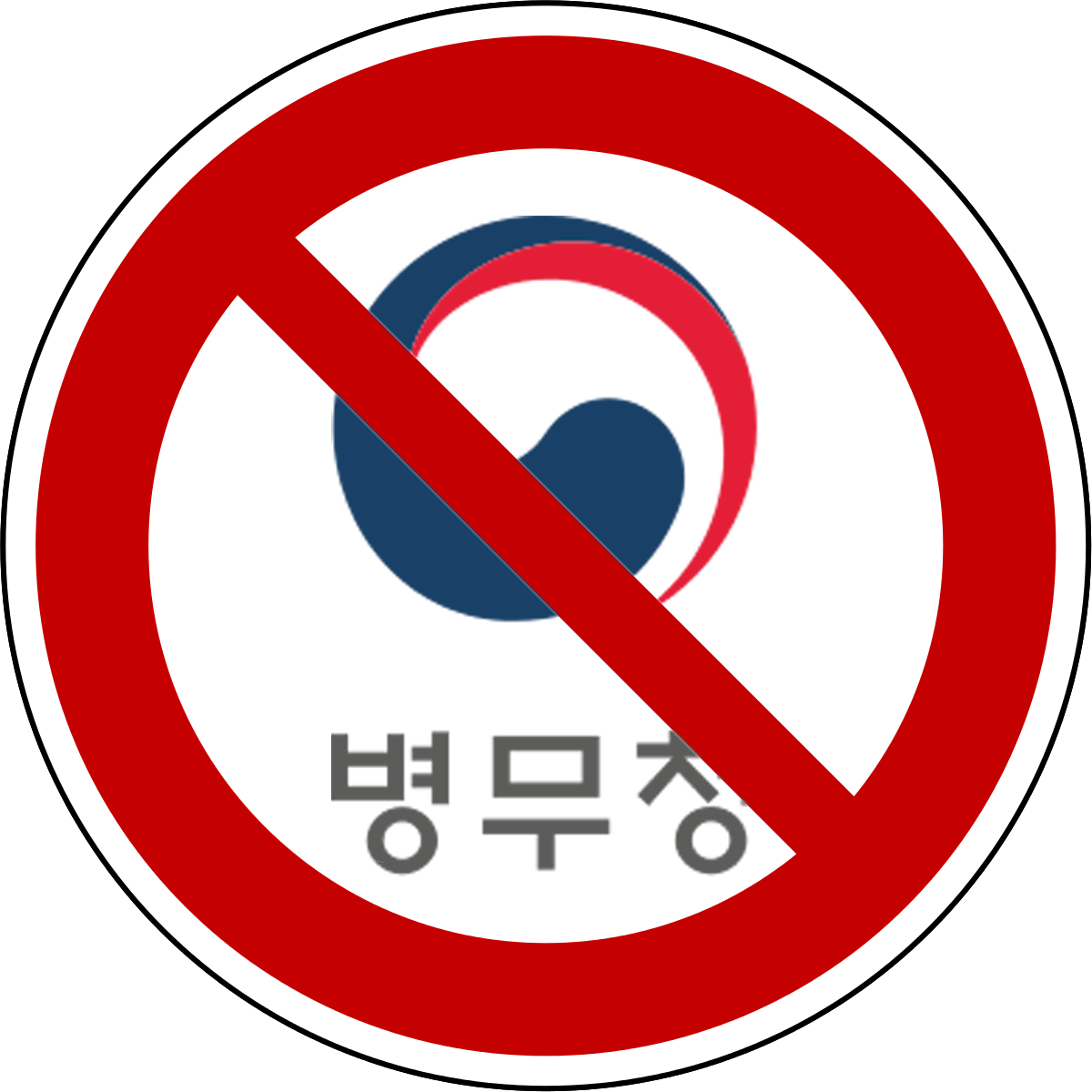
대한민국의 병역 제도에 대한 비판 및 반대와 관련된 그림(병무청 금지)

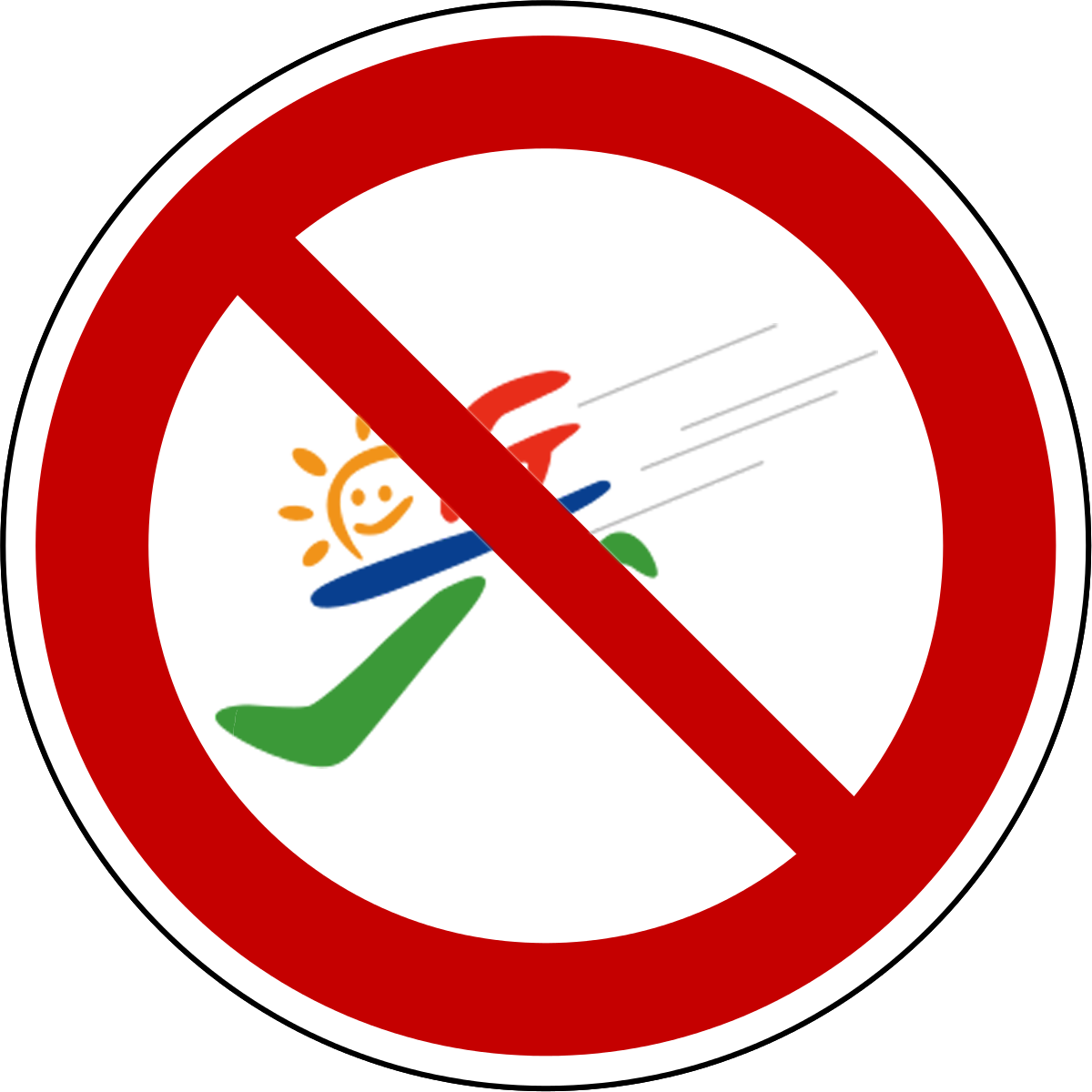
대한민국의 병역 제도에 대한 비판 및 반대와 관련된 그림(병무청 금지-2016년 이전 로고)

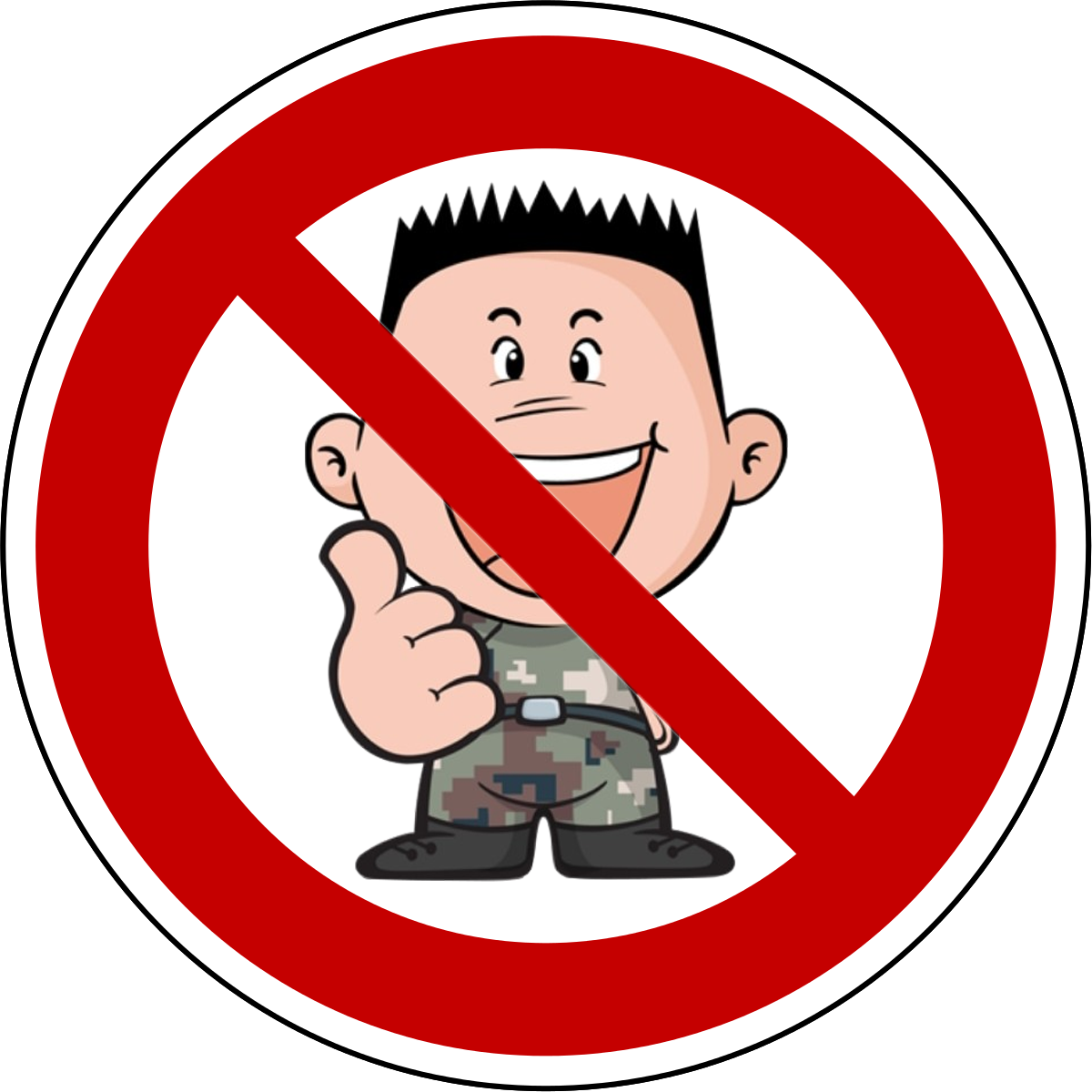
대한민국의 병역 제도에 대한 비판 및 반대와 관련된 그림(굳건이 금지)

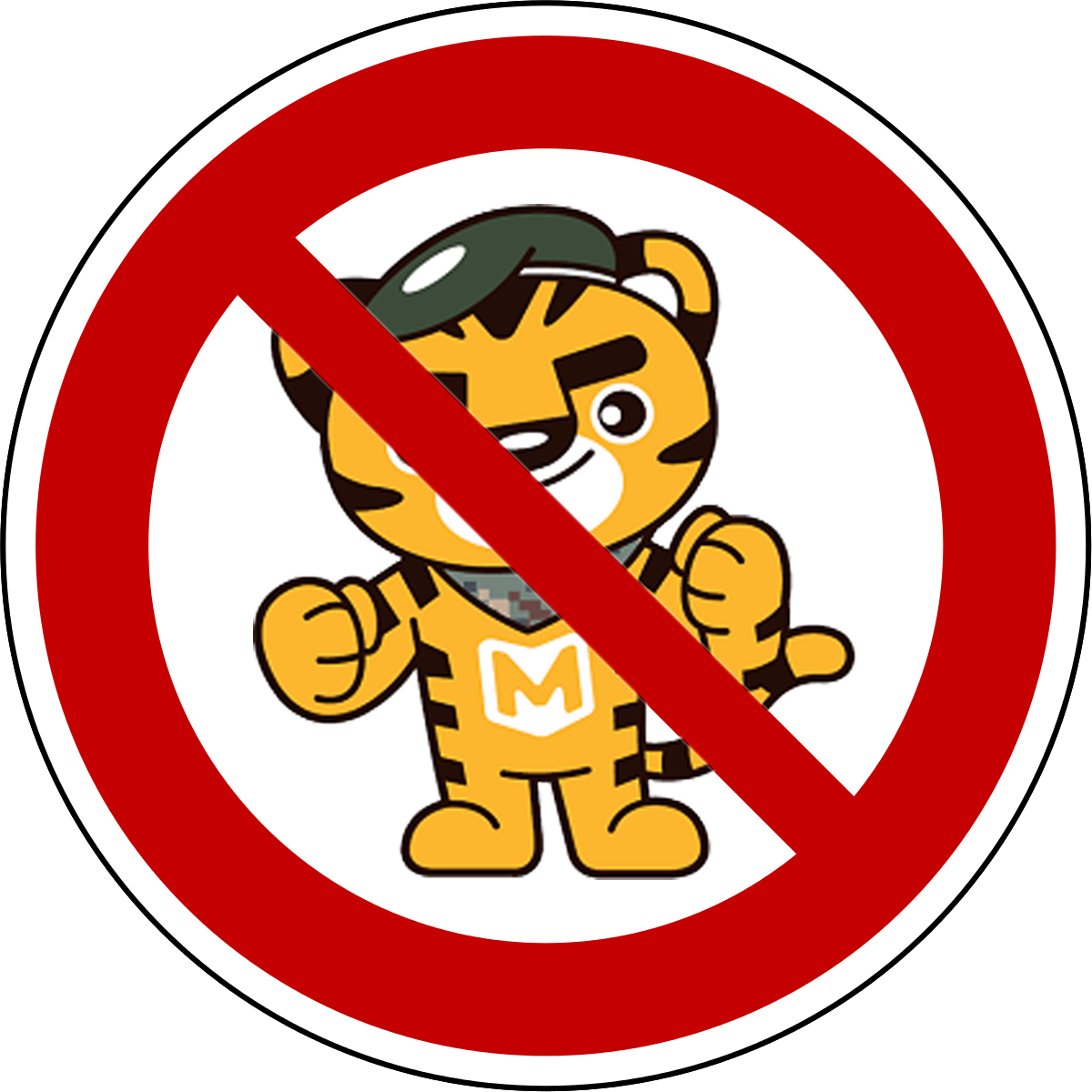
대한민국의 병역 제도에 대한 비판 및 반대와 관련된 그림(힘찬이 금지)

이 문서에서는 대한민국의 병역 제도에 대한 비판을 서술한다.

## 화기 사고 문제

### 화기, 탄약 유출 사고
부사관 혹은 장교 출신 전역자들이 간부라는 직위를 이용하여 수류탄과 탄피, 총기 등을 빼돌린 심각한 범죄가 여러 차례 있었다.

## 인권 침해 문제

### 자유주의와 시민 인권의 침해, 국가로서의 비효율성
2004년 '신념에 의한 병역거부권 실현과 대체복무제도 개선을 위한 연대회의'에서도 병역거부 문제에 대한 여론을 우호적으로 변화시키려면 현역병들의 복무환경이 개선되어야 한다고 판단하고, 다양한 방식으로 군인인권 문제를 제기한 바 있다.

### 구타, 가혹행위
일부 군에서 구타, 가혹행위 등의 문제점이 발생하고 있다.
국가인권위원회는 "2010년 의무대 환자발생보고서에 의하면 고막천공 30여건, 비골·늑골 골절, 대퇴부파열 등 타박상 기록이 250여 건에 이르는데 반면 발병 경위 등은 부실하게 기록돼 있다"며 "부대 내 구타·가혹행위가 반복적, 관행적으로 일어나는 것은 군인복무규율 규정을 위반해 헌법에 보장된 신체의 안전과 자유를 침해한 행위"라고 밝혔다.

### 신념에 따른 행동 문제
1987년의 당시 국군보안사령부 이등병 윤석양이 폭로한 국군보안사령부의 인권침해 고발을 비롯, 2003년 육군보병학교 수송대대에서 복무했던 강철민은 이등병이었던 당시 국군의 이라크 전쟁 참전을 반대하는 의견을 표시하고 실행에 옮겼다가 체포된 바 있다.

### 생존권 침해 논란
타국의 전쟁 전사자보다 많은 사고 사망자의 비율도 문제가 되고 있다. 1980년부터 1995년 5월 말까지 15년 5개월 동안 군복무 중 사망한 사람은 자살 3263명, 폭행치사 387명 등 모두 8951명에 이른다. 연평균 577명의 젊은이들이 목숨을 잃은 것으로 군은 전쟁을 치르지 않고서도 5년마다 1개 연대 병력을 잃는 셈이다.
걸프전 당시 미군쪽 사망자가 전사 148명, 사고사 121명으로 모두 269명에 지나지 않은 것에 견준다면 이 같은 손실이 얼마나 터무니없고 엄청난 것인지 알 수 있다. 1990년대 후반 들어 사망자 수는 많이 줄었지만 아직도 1996년 330명, 1997년 273명, 2000년 182명 등 평균 200∼300명선에 육박한다.
이 때문에 병역 의무를 이행하지 않기 위해서 대한민국 국적을 포기한 사람이 연간 3만 여 명에 달하는 것으로 집계되며 대한민국 국적 포기자의 90%가량이 20대 남성인 것으로 조사되었다. 이는 전쟁을 치르지 않고서도 5년마다 1개 군단 병력을 타국에 빼앗기는 셈이다.

### 짬밥 서열제
대한민국 국군은 계급 동기제를 하는 다른 나라 군대와는 달리 먼저 입대한 순서대로 서열이 정해지는 이상한 서열 제도가 존재한다. 이 때문에 계급이 무시되며 극단적인 사례로는 1994년 9월 27일에 발생한 53사단 장교 무장탈영 사건이 있다. 이 사건은 병장들이 짬밥을 내세워 늦게 입대한 소위 2명과 하사 1명에게 구타 가혹행위를 저지른 것이 원인이 되어 해당 장교와 부사관이 군무이탈을 한 사건이다. 또한 짬밥으로 인해 모 사단 주임원사가 동 사단 참모인 영관급 장교에게 반말을 한 혐의로 현역부적합전역을 당한 사례가 있다.

### 은폐되는 각종 범죄행각
지금까지 국군은 징병제의 결과로 많은 사고가 있었다. 특히 구타와 가혹행위는 심각한 문제로 작용하고 있으며 사고가 발생될 경우 지휘관의 진급문제 때문에 대부분 은폐된다.
희극 배우 김정렬씨 의 큰 형인 고 김성환씨(사망 당시 26세)는 군 복무 도중 휴가 복귀가 늦었다는 이유로 1977년 10월 3일 선임병에게 구타 당하여 사망했는데 해당 부대와 국방부는 유족에게 구체적인 사망 원인은 밝히지 않은 채 '빨리 화장하면 국립묘지에 묻어주고 연금도 받게 해주겠다'며 조속한 사망 동의를 요구했으며 이를 이용하여 김성환씨의 죽음을 '구타로 인한 심장마비 사망'이 아닌 '농약으로 인한 자살'로 은폐했다. 20여 년 후 김정렬은 군 의문사진상규명위원회에 진정서를 냈으며, 위원회는 김정렬의 형인 김성환을 때려 숨지게 한 선임병을 찾아냈다. 김정렬씨는 형을 살해한 선임병을 "그도 대한민국의 징병제의 피해자"로 인정하고 용서했다. 그러나 선임병에 의한 후임병 학대, 고참에 의한 병 학대 행위는 계속되고 있다.
1998년 공동경비구역에서 군복무 중이던 소대장 김훈 중위(육사 52기)가 의문의 죽음을 당했다. 이 과정에서 김훈 중위의 부소대장인 김영훈 중사가 연루되었으나 군 당국은 갑자기 수사를 종료하고 자살로 결론지었다.

### 신념에 의한 병역 거부 논란
2002년에 와서 신념에 의한 병역 거부가 논란이 되어 도마에 오르기 시작했다. 종교 상, 신념에 의한 병역 거부를 인정하지 않는 것을 놓고 사상의 자유, 신념의 자유를 침해한다는 점과 인권 침해에 관련된 논란이 본격적으로 제기되어 왔다.
또한 군대는 제도에 의한 것이라 어쩔수 없이 다녀왔으나, 예비군 훈련 만큼은 종교적 신념에 의한 예비군 집총 거부자를 구타하여 사망케 한 사건이 뒤늦게 알려지면서 신념에 의한 병역 거부의 수용을 놓고 대한민국 사회 내 논란이 진행 중에 있다.

## 병 복지 문제

### 병 급여 문제

#### 법정 최저임금 이하 지급 논란
상근예비역, 사회복무요원, 예술체육요원은 "피부양자"로 간주된다. 즉 가족 중 타인이 부양해주어야 하며, 그럴 형편이 못 되는 경우 전시근로역으로 감면해주는 것이다.
국군 예하 병들의 급여가 비현실적이라는 점이 지적되어 논란과 비판의 대상이 되고 있다. 2024년 기준 이등병 640,000원, 일등병 800,000원, 상등병
1,000,000원, 병장 1,250,000원이다. 한편 특수한 상황 시에 지급되는 숙박비는 50,000원/1박, 교통비는 131.82원/Km이다.
참고로 2024년의 최저임금 시급은 9,860원이다.
한편 예비군의 경우 2023년부터 동원훈련 보상비 82,000원, 교통비 8,000원, 8시간 이상 훈련자 식비 8,000원으로 책정되어, 동미참 훈련의 경우 하루에 16,000원이 지급되고 있다. 작계훈련(6시간)에게도 교통비는 8,000원을 지급한다.
2020년까지 예비군 동원훈련 보상비를 일 80,000원(상용 근로자 평균 임금 상당)으로 올리며, 전체 복무기간도 5년으로 단축할 예정이다. 현역병의 경우 상등병 기준 월 200,000원으로 올릴 예정이다. 현재 소대장으로 선발될 경우 연 100,000원(월 8,300원 선)의 보수가 추가로 지급된다.
병들의 월급은 2000년 이후 매년 꾸준히 인상되어 왔으나, 병들의 월급은 그 해의 최저임금보다도 적은 액수의 돈을 월급으로 받고 있다. 이를 두고, 급여인상을 요구하는 논란이 꾸준히 제기되고 있다.
중화민국은 경제규모도 대한민국과 비슷하고, 거대한 중화인민공화국을 미군의 주둔 없이 상대하고 있어 안보여건이 대한민국보다 좋다고 할 수 없다. 그런데도 중화민국 징집병들은 한화 40만 원 (346.62 달러) 가까운 월급을 받는다. 또한 앞으로 2015년부터 모병제로 전환할 계획이다. 2013년부터 4개월(기초군사교육 2개월, 전문분야(군사특기)교육 2개월)로 복무기간이 줄어든다. 종래 2009년부터 1년. 19~35세를 대상으로 징병한다. 매년 10%씩 징병 인원을 줄여 병력을 15만 명으로 줄일 계획이다. 이후에도 대체복무제는 계속 유지될 계획이다. 대체복무를 희망하는 경우 정밀 심사를 거친 후 3년 동안 복무해야 한다. 한편 예비군은 육군 기준 30세까지 복무한다. 2010년부터 모병제 전환을 시작하였다.
과거 대한민국도 자유당 정권 말기 1960년 3월을 기준, 병장의 월급은 9급(을) 공무원 초임의 3분의 1이었고, 준장 월급의 10분의 1 수준이었다. 이후 그 격차가 더 커졌다. 1986년 아시안 게임이 열린 해인 1986년을 기준으로 하면 병장 월급은 5,000원, 이등병 월급은 3,000원으로 3계급 차이에 월급은 60%이다.
성공회대학교 한홍구 교수는 오히려 자유당 정권 때보다 더 열악해졌다고 주장하였다. '자유당 정권 말기인 1960년 3월을 기준으로 하면 병장의 월급은 120환. 현재의 9급 공무원 초임에 해당하는 5급 26호봉이 360환이었으니, 병장 월급은 공무원 초임의 3분의 1이었다. 당시 준장의 월급(기본급)은 1200환으로 병장은 준장 월급의 10분의 1 수준이다. 또 당시 이등병(60환)과 대장(1800환)의 월급 격차는 1대 30밖에 되지 않았지만, 지금 그 격차는 수백배다. 나라살림이 어려우면 자유당 때가 더 어려웠다. 그 뒤 경제성장의 과실은 다 어디로 갔나? 정말 우리 군대가 많이 좋아진 것인가? 사병들의 교육수준과 인권의식은 크게 신장했지만 상대적인 복무기간과 처우는 뒷걸음질쳐도 한참을 뒷걸음질쳤다.'는 것이다.
- 2023년 기준 국군 병력 48만 명 가운데 병 차지하는 비율은 약 60%에 달한다. 장교 9.2%, 부사관 15.4%, 군무원 3%에 비해 많지만 처우는 열악하다.
- 2012년 대한민국 국방부의 인건비 예산 9조 2,677억원 가운데 병 인건비는 5,302억 원으로 전체의 5.7%에 불과하다. 반면 장교 인건비는 3조 5,388억 원 (38.2%), 부사관 3조 7,991억 원 (41%), 군무원 1조 원(10.8%), 예비전력 2,800억원(3%), 공무원 477억 원(0.51%) 순이다.[22]

수당도 문제가 많다. 열악한 생활환경과 연평해전, 천안함 피격사건 등으로 최근 병들의 함정근무 기피현상이 있지만 유인책은 미흡하다. 2012년 해군에 따르면 초계함 기준으로 1인당 생활공간은 2.2m2에 불과하며, 장비 소음과 진동으로 난청, 관절염에 시달리는 등 근무환경도 열악하다. 그러나 병들이 받는 수당은 2012년 월 29,700원에 불과하다. 비무장지대(DMZ) 울릉도·독도, 서해 5개 도서지역 상주 근무자의 특수 근무지 수당도 30,000원이다. 국회 예산정책처는 2011년 7월 발간한 '병력운영·전력유지 사업평가' 보고서에서 '함정근무 병들의 사기를 높이기 위해 1일 3,000원의 출동가산금(하사이상 간부는 8,000원)을 신설하는 방안을 검토할 필요가 있다'고 제안했다. 2012년 예산안에는 병 함정 출동 가산금 13억 원이 반영됐다.
이렇게 된 원인은 박정희가 사병 급여와 각종 수당 및 보상금 등을 착복했기 때문이다. 결국 사병 급여는 민주공화당 정권 때부터 삭감되었고 그 삭감된 금액은 모두 박정희의 호주머니로 들어갔다. 그리고 박정희는 스위스 은행에 최태민 등의 명의로 차명계좌를 개설해 그 차명계좌에 모두 넣고 비자금을 조성했다.

#### 병월급 인상 여론
한국국방연구원(KIDA)이 2007년 대한민국 국군 병 2,330명을 대상으로 조사한 결과에 따르면 응답자의 81%가 월급이 턱없이 부족하다고 답변했다.
병들의 월급은 2000년 이후 매년 꾸준히 인상되어 왔으나, 병들의 월급은 그 해의 최저임금보다도 적은 액수의 돈을 월급으로 받고 있다. 하루의 1시간당 최저임금 보다 못한 수준의 급여를 받는 것을 두고, 급여인상을 요구하는 논란이 꾸준히 제기되어 오고 있다.
한국 병들의 월급은 복무기간 내내 쓰지 않아도, 1분기 대학 등록금보다도 낮다. 병 월급을 200만 원으로 인상하면 병들은 군 복무 기간에 한 해 대학 등록금을 모을 수 있다. 물론 이 정도로 군대가 '돈 벌러 가는 곳'으로 바뀌지는 않겠지만 군 입대에 대한 부정적 인식을 줄일 수는 있다. 병 월급은 하루 일당이, 노동자 한시간 시급보다도 못한 월급을 받으며 이에 대한 현실화 요구가 꾸준히 진행 중에 있다.
실제로 대한민국에서도 예비역 대령인 배성관씨가 모병제추진국민연대를 개설하여 징병제를 폐지하자는 여론이 생긴 적이 있었으며 2020년 8월부터 모병제추진시민연대라는 단체가 국방부 청사, 더불어민주당 중앙 당사, 청와대 앞 등에서 징병제 폐지 시위를 한 것을 시작으로 징병제 폐지 시위를 진행한 적이 있다.

### 열악한 복무 환경
현재 대부분의 군 부대에는 일제강점기 당시 일제가 강제 징용한 한국인들에게 사용하던 다다미식 숙소를 아직까지 생활관(내무반)으로 사용하고 있으며 보통 20~30인 1실의 매우 열악한 조건을 갖고 있다. 물론 노무현이 대통령으로 재임중이던 2006년에 8인 1실의 침대를 갖춘 분대 단위 신형 생활관을 도입하기도 했으나 공동경비구역, (최)전방의 일부 부대(시범용으로서 최근에 새로 지은 병영막사), 수도방위사령부 방패교육대, 육군참모본부 1경비연대 예하의 문서고 경비대, 국방부 근무지원단, 육군교육사 및 육군군수사의 본부대 및 일부 예하부대(신막사) 등에서만 적용된 상태이며 대부분의 일선 부대(육군참모본부 지역인 충청남도 계룡대근무단과 수방사 본부대 포함)에서는 아직도 소대 단위의 20~30인 1실의 일제강점기부터 70년 이상 사용해 온 다다미식(침상형) 생활관을 사용하고 있다. 그러나 2010년대 후반에는 침대형 생활관이 거의 주류가 되었고 에어컨이 나오는 곳도 많으며 휴대폰이나 태블릿도 사용할 수 있게 되어 예전보다는 크게 나아졌다. 2024년 이후 2~4인실 침대 생활관을 도입할 계획이다.
미군이 독방형 생활관을 실시하고 있는 것과 비교해보면 아직도 대한민국 국군의 병 생활관은 열악하기 짝이 없다. 친하지 않은 사람과 같이 생활한다는 것 자체가 큰 고역이다.

#### 계속되는 이사
직업 군인의 경우 같은 부대에서 5년 이상 복무하지 못하는 이상한 규정으로 인해 보직이 바뀔 때마다 이사를 다녀야 한다. 그 때문에 직업 군인의 배우자는 웹툰 작가나 인터넷 방송인 등 재택근무 직종 이외의 모든 직업에 종사할 수 없으며, 직업 군인의 자녀들은 계속 이사를 다닌는 탓에 친구를 제대로 사귈 수 없다.
이는 하나회가 원인으로, 하나회 장교들은 진급만 빠른 게 아니라 수도권에서만 복무하게 조치하고 그 나머지 군인들은 전부 전방에서 복무하게 했는데 김영삼 정부에서 이를 타파하기 위해서 직업 군인들의 부대를 계속 변경하게 조치한 탓으로 이런 부작용이 생겼다.

### 군납 보급품 문제
장병 의식주 문제도 심각하다. 군은 매번 개선을 약속하지만, 잊을 만하면 불거지는 군납 부실 문제가 장병 복지의 걸림돌이 되고 있다.
국방부가 8년 간 5억 원을 들여 2010년에 개발 완료한 신형 전투화는 뒷굽이 분리되는 문제가 발생했다. 감사 결과 11개 전투화 제조사 가운데 5개사가 납품한 38,787켤레(2010년 보급된 423,745켤레의 9.1%)가 불량으로 드러났다. 국방부는 기술검증을 거쳐 민간업체 1개를 다시 선정해 새롭게 전투화를 제작·보급하고 있지만 최근 일부 제품에서 또 문제가 발생해 논란이 되고 있다.
신형 디지털 전투복과 내피도 업체 문제로 납품이 지연됐다. 신형 전투복 전체 생산량의 14%(12만 벌)를 제작하는 업체가 납기를 지연하고 법규를 위반해 계약이 취소됐기 때문이다. 또 2011년 12월 신형 내피를 제작하는 업체 5곳 중 3곳이 외부에 제작을 맡겼다가 적발되면서 납품 기일이 연기돼 애꿎은 장병이 피해를 봤다. 국방부 군수관리관실 조사에 따르면 장병 피복류 만족도는 2005년 67%에서 2010년 68%로 거의 제자리걸음이다. 2009년 조사에서 전투화 만족도는 38.2%에 불과했다.
급식도 예외는 아니다. 2011년 방위사업청이 공개한 '최근 5년 간 군납 불량급식 납품현황'에는 병 급식에서 애벌레, 담배꽁초, 압정, 주삿바늘, 칼날 등 290여 건의 이물질이 발견됐다. 과거에는 동물사료용 고기가 장병 식탁에 오른 적도 있다. 2012년 군 기본급식비 예산은 1조 2,152억 원이다. 장병 1명당 하루에 6,000원. 매끼 2,000원에 불과하다.
군 관계자는 2012년 2월 21일 "장병의 피부에 와닿는 의식주 문제를 우선적으로 개선해야 한다"면서 "매년 수백억 원을 들여 골프장을 건설하기보다 급식 등의 질을 높이면 강군 육성에 도움이 될 것"이라고 꼬집었다.
2012년 군인복지기금 7,876억 원 가운데 복지시설 확보사업에 343억 1,800만원이 편성됐다. 체육시설 분야에 260억 5,700만원이 책정됐지만, 이중 230억 5,700만원이 군 골프장을 새로 짓거나 늘리는 데 들어간다. 국회 국방위원회 입법조사관이 작성한 보고서에 따르면 2010년 복지시설 수입기여도 중 병이 44.1%로 절반에 달했지만, 최근 5년 간 복지시설 신축 사업비의 87%(1,357억 원)가 간부를 위한 골프장 건설에 들어갔다. 보고서는 "2016년까지 약 900억 원의 예산이 군 골프장에 투입되지만, 신설되는 골프장은 수익이 발생하지 않으므로 결과적으로 병들이 벌어들이는 수익을 골프장에 쓰게 된다"고 지적했다. 또 "병들을 위한 노후 복지회관이나 복지매장(매점)의 환경개선 사업비 집행은 극히 저조하다"고 분석했다.
2012년 잠수함사령부 창설을 위한 예산이 배정됐지만 이에 앞서 잠수함 운용을 담당하는 부사관의 처우 개선이 이뤄져야 한다는 지적도 나온다.

예비군 훈련을 받을 때 전투복이 손상되었거나 소실한경우 돌아온 말은 빌려줄테니까 쓰고 반납해라는 말이다. 위생도 문제이거니와 현실적으로 실외에서 탈의하여 옷을 갈아 입어야 하는 불편함과 수치까지를 감수 해야한다. 전투복은 불의의 사고로 훼손되거나 체중이 불어서 맞지 않을 수 있는데 예비군운영의 저예산 정책에 따른 모든 피해를 예비군 대원이 감수하고 있다.
동미참 훈련에 지급하는 도시락 구매비용에서 예비군부대가 3~5%가량 수수료를 떼먹은 사실이 있다. 예비군도시락 질을 떨어뜨렸으며 부대는 6만원 상당의 비용을 빼서 국군마트(PX)점주에게 대신 대금결제를 담당 하도록 하였고 해당하는 수수료를 지급하였다. 예비군훈련 참석율이 100% 에 육발할때는 수수료가 남는데 행방은 불분명한 것으로 들어났다.

## 병역판정 체계의 문제

### 직업 군인 기피 현상
2008년 한 대한민국 여론의 조사 결과 직업군인이 되겠다는 생각은 고참으로 올라갈수록 없어지는 것으로 나타나기도 했다. 이는 국회사무처 소관의 안보경영연구원이 국방부 의뢰를 받아 작성한 '군 병영 실상 분석'이라는 보고서 에도 나타났다.
직업군인이 되길 희망하는지를 묻는 항목에 입대자원 4명 중 1명 꼴인 27.6%가 긍정적으로 답변했으나 긍정적인 답변 비율은 입대 후 이등병 12.5%, 일병 9.4%, 상병 7.7%, 병장 5.6%, 예비역 0.2% 로 계급이 높을수록, 군 복무 잔여기간이 줄어들수록 떨어졌다. 특히 군 복무 잔여기간이 아예 없는 예비역의 경우 취업난 문제로 인해 직업군인을 지원하는 극소수를 제외하면 직업군인으로서의 군 복무를 기피하는 풍조가 만연했다. 이는 군 입대 후 직업군인 처우와 복지 수준을 알고 실망감을 느끼는 탓으로 분석된다. 실제 병이나 단기복무 간부들은 복무기간의 절반 이상이 경과하면 전역 날짜를 세아리기도 한다. 심지어는 굉장히 높은 계급에 속하는 대위 계급에서도 이런 현상이 발생한다. 때문에 일부 대위들은 중대장을 하지 않고 대놓고 병역의무기간을 낭비시키기 위해서 고의로 고등군사반에 입교하지 않은 뒤 사단 본부대 행정장교나 군단 상황장교 등 업무강도가 약하거나 업무시간이 매우 짧은 참모 보직으로 들어가기도 한다. 대위 정도 되면 군대에서 매우 중요한 계급임에도 대한민국 국군은 군인 개인에 대한 처우가 매우 엉망이기 때문에 이렇게 중요한 인원인 대위들 사이에서도 이런 일이 발생하는 것이다.
2023년 현재, 육군사관학교 이외의 모든 직업 군인 과정이 미달되었다. 육군3사관학교는 550명 모집에 470명, 학사사관은 700명 모집에 520명, 학군사관은 4,000명 모집에 2,888명이 각각 입교했으며, 간부사관은 정원이 지속적으로 줄어 2003년도 임관 시 정원 100명이던 것이 20년 만인 2023년도 임관 시 정원이 20명으로 대폭 감소했다. 부사관은 더욱 심각하며 특히 해군 부사관이 최악인데, 충원율이 40%에 그치고 있다.
또한, 이미 간부로 입대한 인원들도 군대를 탈출하기 위해 몸부림 치는데 장기 복무자의 5년차 전역 난이도가 대령에서 준장으로 진급하는 것과 비슷한 난이도를 보이며, 심지어 군대를 1초라도 빨리 떠나기 위해 공군 모 부대 소위가 술을 먹은 채 오토바이를 음주 운전해서 전봇대를 들이받고 경찰에 자수해 현역 부적합 전역을 획득하는 일마저 벌어졌다.

### 대체복무 불허 논란
대한민국은 대체복무제에게조차 집총훈련(신병교육대에서 실시하는 기초군사교육)을 실시하였었다. 즉 대한민국에서 태어나거나, 대한민국 국적을 가지고 있는(속인주의이므로) 남성은, 전시근로역이나 병역면제자가 아닌 이상 기초군사교육은 무조건 받아야 하는 것이다. 이로 인하여 여호와의 증인 등 신념에 의한 병역거부로 인한 논란이 있었으며 신념에 의한 병역거부자들은 모두 병역법 위반 혐의로 한동안 징역을 살았었다. 다른 징병제 국가들은 대한민국과는 달리 대부분 집총훈련 없는 대체복무제가 활성화되어 있기 때문에 병역거부자의 비율이 대한민국처럼 높지 않다.
대한민국 내에서는 신념에 의한 병역거부나 대체복무제가 허용되지 않아 인권침해의 여지가 발생하고 있었으나 문재인 정부에 가서야 대체복무 금지를 규정한 병역법의 헌법불합치 판정에 이어 2019년 12월에 가서야 대체복무를 법적으로 인정하는 병역법 개정안이 의결되면서, 이 문제는 공식적으로 종결되었다.

## 병역 이행 이후 문제

### 전역 후에도 이어지는 피해
현행 군복무는 전역 이후 6개월까지 군병원 치료지원 외에는 현실적으로 효과있는 어떠한 보상도 없다. 헌법 제39조의 2에서 정하고 있는 '누구든지 병역의 이행으로 인하여 불이익한 처우를 받지 아니한다'라고 명시 되어 있다. 그러나 군복무 기간의 취직과 학업에 제약을 받는 등의 손실에 관련, 현재 국방부는 현행의 군복무 이후 어떠한 경력 인정도 없고 보상도 없어 대한민국의 18~40세의 남성들은 병역의 의무로 인한 손해를 고스란히 부담하고 있다.
남성의 경우 군복무기간을 제외하더라도 취업이나 학업 등의 경우에 군대를 가기 2년 전부터 자신의 계획을 수정해야 하고, 전역한 다음에 사회에 적응하는 데 소요되는 기간을 더하면 국방의무로 부담하는 피해는 이루 말할 수 없다. 뿐만 아니라 병들은 언제라도 전투에 투입되어야 하는 상황에 놓여 있기 때문에 그에 따르는 피해 또한 계산하기 어려울 정도로 크다. 이에 2008년에 이어 2010년 군 가산점 부활과 군경력 사회 인정 여론 논란이 다시 불거졌다.
병역에 적합한 보상체계를 마련해야 된다는 시각이 나오고 있다. 국방의무로 부담하는 피해는 이루 말할 수 없다. 학업이나 취업에서. 제약을 받는다. 우선 복무기간 동안 취직에 제약이 있고, 학업을 계속할 수 없다는 점이다. 취업을 준비할 시간을 박탈당하는 것과, 취직 후 여성이나 미필자, 면제자들은 경력을 쌓는 다는 점이 문제점으로 제기되고 있다. 1998년까지는 군 가산점과 함께 일반 기업체에서 군필자의 경력과 호봉수를 인정해 주는 제도가 있었으나 이 역시 남녀차별이라는 여성계의 주장에 의해, 호봉수 인정, 경력 인정 역시 군 가산점과 함께 폐지됐다.

### 군 복무로 인한 사회 진출 지연 문제
청년 실업의 문제, 특히 고졸 실업의 문제는 군대 문제와 밀접한 관계가 있다. 의무적인 군복무가 청년들의 실업을 방지하는 효과를 갖고 있다는 주장도 있지만, 취업하자마자 일할 만하면 군대 가야 하는 사람들을 정당한 조건에 기꺼이 채용할 고용주는 별로 없을 것이다. 그리고 군대에 복무하는 기간 동안 사회 진출의 기회가 제약된다는 점과 전역 이후 아무런 보상이나 혜택이 없다는 점 역시 비판의 이유가 되고 있다.
이를 두고 병역법 39조 2항의 "누구든지 병역의무의 이행으로 인하여 불이익한 처우를 받지 아니한다."는 조항은 사문화된 조항이라는 풍자도 있다.

### 고등교육의 부재, 혹은 단절
그 동안 대한민국의 징병제는 무조건식 징집으로 고등교육이나 창업, 기타 전문적인 일을 하지 못하게 방해하는 역할을 해왔다. 이에 대해 축구 선수 박지성은 "한국 축구가 세계적 수준에 도달하려면 병역 혜택은 반드시 필요하다."라고 말했다.
더 심각한 예로, 국가 차원에서 미국 등 선진국의 예를 들어 추진하고 있는 전문대학원(로스쿨, 의학전문대학원) 정책이 표류하게 된 주요한 원인이 되었다는 것이다.
현행 군복무는 전역 후 어떠한 보상이 없다. 대한민국 헌법 제33조에서 정하고 있는 '누구든지 병역의무의 이행으로 인하여 불이익한 처우를 받지 아니한다'라고 명시 되어 있다. 그러나 군복무 기간동안 학생은 학업을 중단해야 하고, 선수는 전성기에 운동을 쉬며, 특히 국가고시 준비생들은 그 단절된 기간 때문에 여성에 비해 상대적으로 불리할 수밖에 없다.
또, 남성의 경우 군대기간을 빼더라도 취업이나 학업 등의 경우에 군대를 가기 전 2년 전부터 자신의 계획을 수정해야 하고, 전역한 다음에 사회에 적응하는 데 소요되는 기간을 더하면 국방의무로 부담하는 피해는 이루 말할 수 없다. 1998년까지는 군 가산점과 함께 일반 기업체에서 군필자의 경력과 호봉수를 인정해 주는 제도가 있었으나 이 역시 남녀차별이라는 여성계의 주장에 의해, 호봉수 인정, 경력 인정 역시 군 가산점과 함께 폐지됐다. 이에 2008년에 이어 2010년 군 가산점 부활과 군경력 사회 인정 여론 논란이 다시 불거졌다.
2017년에는 최대 12학점까지 딸 수 있어서 어느 정도는 그 문제가 해결됐다고 보기도 한다.

### 구타 가혹행위 후유증
군대에서 당한 구타 가혹행위는 공황장애를 야기시키며 이는 죽을 때까지 간다. 하지만 대한민국 국군은 그 유례를 찾아볼 수 없는 닫힌 사회인 탓에 가해자를 두둔하고 공소시효까지 시간을 끌어 수사를 하지 못하게 막거나 처벌도 선고유예, 감봉 등 실질적인 용서를 하고 있다.
따라서 구타 가혹행위의 경우 피해자는 하루하루 죽음의 문턱을 오가지만 가해자는 이를 웃고 즐기게 된다.

## 군 가산점 폐지 문제
2000년 초 헌법재판소가 하위직 공무원 시험에서 제대군인들에게 부여된 5%의 가산점을 위헌이라고 판결했을 때 전국의 예비역들은 헌법재판소와 여성단체의 홈페이지를 초토화시켰다. 이를 두고 성공회대학교 교수 한홍구는 '당시 예비역들의 분노는 방향이 잘못됐을 뿐 충분히 이유가 있는 것이다. 군가산점이란 정부가 군복무를 마친 사병들에게 해준 유일한 배려였기 때문이다.'라고 주장했다.

### 과거 군가산점 제도
1999년 12월까지 '제대군인지원에관한법률'(법률 제5482호)에 따르면 취업보호실시기관(국가기관ㆍ지방자치단체 및 학교(공립학교, 사립학교 모두 포함), 공공기업체ㆍ공공단체, 사기업체ㆍ사립단체)이 채용 시험을 실시할 경우 전역한 군인은 필기시험에서 만점의 5% 범위안에서, 6개월~1년 6개월 동안 복무하였던 방위병과 2년 4개월가량 복무하였던 옛 공익근무요원은 3%를 가산점을 받았다. 그러나 옛 공익근무요원은 1995년 1월 1일 시행되었으므로, 가산점을 적용받았던 옛 공익근무요원은 거의 없었을 것으로 보인다. 방위병은 복무기간이 짧기 때문에 3%였지만, 공익근무요원은 육군보다 2달 길었기 때문에 이 점도 위헌 판결에 한 몫이 되었다.

### 1999년 위헌 판결로 폐지
1994년 장애인 사회의 첫 제기에 이어 여성계에 의해 군 복무가 사실상 불가능한 여성과 장애인, 제2국민역이나 면제 판정을 받은 남성의 상대적 불이익을 준다는 비판 여론이 계속 제기되어 오다가 2001년 10월에 최종 폐지되었다.
1999년 12월 이 법이 위헌 판결을 받으면서 군가산점 제도는 폐지되었다. 이 헌법재판에서 군가산점 제도가 위헌 판결을 받은 이유는 다음과 같이 요약할 수 있다.
1. 군복무는 국민의 신성한 의무일 뿐, 국가는 일일이 보상하여야 하는 의무가 없다.(결정요지 1)
2. 전체 여성 중 극히 일부분만이 제대군인이 될 수 있을 뿐이므로 성별에 의한 차별이다.(결정요지 2, 3)
3. 현역복무(보충역 포함)는 병역의무자의 의사와 무관하게 징병검사로 정해지는 것이므로 신체가 건장하지 않은 남자에 대한 차별이다.(결정요지 2, 3)
4. 군가산점제도는 헌법에 "특별히" 규정된 양성평등 규정에 위반된다.(결정요지 3)
5. 헌법에 보장된 공무담임권이라는 기본권에 "중대한" 제약을 초래한다.(결정요지 3)
6. 제대군인 지원으로 얻는 이익보다 사회적 약자(여성이나 장애인)들의 희생으로 인한 피해가 더 크다.(결정요지 4. 가)
7. 공무원 채용시험에서 소수점 차이로 당락이 좌우되는 현실에서 제대군인에게 과목별 만점의 5%, 3% 가산점을 주는 것은 실질적으로 비제대군인을 채용에서 배제하는 것과 마찬가지이다.(결정요지 4. 나)
8. 헌법의 공무담임권 조항은 능력에 따라 공직자를 선발하도록 하지만, 제대군인의 "신체 건강함"은 공직수행능력과 무관하다.(결정요지 5)

### 군가산점 폐지 이후 제시된 대안들
군가산점제 이외에 제대군인 지원 방안으로 대한민국 제18대 국회에서는 다음과 같은 정책을 내놓았으나, 2008년 12월 이래 심의 중인데도, 2010년 12월 25일 현재까지 아무런 진전이 없어 사실상 백지화되었다.
즉 군복무로 인한 보상은 이러닝으로인한 12학점을 따는것 말곤 없다
1. 사회적응자금으로 최대 234만 원 지원
2. 대학 학자금 융자 전액을 무이자로 지원
3. 국민연금 수급권을, 종전 6개월 더 계산해 넣던 것을 군복무 기간 전부를 넣는 것으로 확대

## 병역 이행에 따른 민간과의 갈등

### 군필자와 미필자, 여성과의 갈등
한창 젊은 남성들이 자신의 삶의 구상에서 추진하던 계획을 일단 중단시켜야 하고, 군대를 전역한 이후의 상황변화에 불안해한다. 뿐만 아니라 군대 가지 않는 사람과 비교하여 너무나 심대한 차별적 불이익을 받는다.

## 대한민국 국방부의 군사 정책에 따른 논란

### 과다한 인력에 따른 국방예산 낭비
거기에 군용장비 구매에 대한 국방예산 낭비가 극심하며 이는 군납업자와의 심각한 유찰로 군용장비 구매가를 속여서 횡령을 하고 있기 때문이다. 2011년 4GB용량의 USB 메모리 스틱이 개당 95만원이라는 말도 안되는 가격에 구매한 사실이 적발되었다. 실제로 4GB용량의 USB메모리 스틱이 시중에서는 1만원에 거래가 되고 있으며 이보다 훨씬 용량이 많은 128GB용량의 USB 메모리 스틱 역시 국방부 구매가격과도 비교가 안될 정도로 저렴한 20만원에 불과하다. 이에 국방부에서는 군용으로 사용하기 위해 자체개발한 제품이기 때문에 성능은 일반 메모리 스틱보다 훨씬 좋다고 해명했지만 국방부에서 구매한 메모리스틱이 같은 용량의 시중에서 판매되는 일반 메모리 스틱과 성능이 동일하다는 결과가 발표되면서 논란에 휩싸였다.
특히 인력 문제가 매우 심각한데 너무 많이 선발하다 보니 인원은 넘쳐나는데 보직은 제한되어 있다보니 연구관이라는, 임무가 전혀 없는 이상한 보직을 만들어서 잔여인원을 그 보직에 배치하는 해괴한 일이 벌어지고 있다. 게다가 굳이 현역병을 배치하지 않아도 되는 사령부 회관의 종업원들마저 현역병 편제(서빙병, 취사병)를 고집하고 있으며 이로 인해 회관에 요리사를 따로 고용하는 2중 고용으로 인력을 낭비하고 있다.

### 진급 위주의 잘못된 인사정책
대한민국 국군은 진급하지 못하면 무조건 제대해야 하는 매우 잘못된 인사구조를 지닌 탓에 직업 군인의 직업 안정성이 매우 결여되어 있으며 이는 군 내부 사기에 큰 악영향을 끼치고 있다. 그 때문에 상위 계급에 대한 욕심이 아니라 계속 군복무를 해야 하기 위해서 어쩔 수 없이 진급 경쟁에 뛰어들어야 하는 매우 잘못된 마인드로 군복무를 하게 되며 이로 인해 무능하지만 오직 진급심사에만 특화된 군인들이 장성급 장교로 진급하여 업무 무능과 사건 사고를 초래하기도 한다. 과거에는 아예 대놓고 그런 조직이 존재했으며 이 조직이 바로 하나회였다. 실제로도 전두환 대령은 베트남 전쟁에 연대장으로 참전은 했으나 정작 업무 내용은 회식밖에 없었던 탓에 무기밀매를 해서 베트콩을 토벌했다고 거짓 보고를 했다가 적발당하기도 했다. 가장 극단적인 사례가 박희도인데 박희도의 경우 제1공수여단장 준장 시절 무장 공비를 충분히 잡을 수 있는 상황에서 놓쳐서 지휘무능 사유로 이세호 당시 육군참모총장이 박희도 여단장을 파면 조치시키려 했으나 당시 특전사령관이었던 정병주 소장이 이세호 대장에게 무릎꿇고 빌어서 겨우 군복무만 유지한 인물이라 실무능력은 별로 좋은 편이 아니었으며 뼛속까지 오직 진급에만 특화된 군인으로서, 전두환 라인을 타고 계속 전두환에 빌붙어서 군복무를 했음에도 불구하고 무려 대한민국 국군 최고봉에 해당되는 보직 중 하나인 육군참모총장을 역임했다.
게다가 이런 막무가내식 진급 정책으로 인해 대한민국 국군(특히 육군)의 경우 고작 60만 명에 불과한 병력임에도 불구하고 대장 숫자는 7~8명이라는, 심각한 계급 인플레이션에 시달리고 있다. 특히 육군제2작전사령부는 예하 군단이 없고 차하급 부대가 바로 사단이기 때문에 사실상 군단이나 다름없음에도 불구하고 지휘관은 대장이다. 실제로도 대장 숫자를 저 정도로 보유한 다른 나라의 경우 병력은 100만 명이 넘어야 정상이다. 그나마 이것 역시 2010년대 이후가 되어서야 겨우 정신을 차린 대한민국 국방부가 제1야전군사령부와 제3야전군사령부를 통폐합하여 지상작전사령부로 재창설한 게 이 결과물이며 그 전에 작전사령관을 3명 운영하던 시절에는 대한민국 국군 대장이 최대 10명까지 존재하기도 했었다.
이런 괴상한 인사제도로 인해 대한민국 국군은 장교들이 사병들을 가혹하게 다루며 자신이 진급하기 위한 도구로만 사용할 뿐 사병들을 전혀 인격적으로 대우하지 않는 풍조가 만연했다. 그로 인해 사병들은 인격적으로 전혀 대우를 받지 못하고 있으며 병역의 의무라는 미명 하에 국토방위 임무수행 보다는 자신이 모시는 지휘관의 진급에 필요한 도구에 훨씬 가까운 존재로 전락했다.
대한민국 경찰의 경우 호봉 진급으로 경사까지 진급할 경우 경사에서 계속 눌러앉아 있다가 정년퇴직하기 1~2년 정도 전에 경위로 진급시켜서 만기퇴임을 보장하고 있으며 미군의 경우 모든 계급을 불문하고 만 60세를 정년퇴임으로 규정하고 있다. 이는 대위 만 43세, 소령 만 45세인 대한민국 국군과 명백한 차이점이다.

## 군사 사고

### 연천 GP 총기 사건 사고
2005년 11월 경기도 연천군 중면의 육군 예하 모 사단의 경비부대 예하의 GP소대에서 평소 선임병들에게 미움, 학대, 따돌림 등을 당하던 모 병사가 병기고에서 총기를 유출, 내무반에서 취침 중인 동료, 선임 병들과 숙직실에 있던 소대장, 취사장에 있던 취사병 등을 저격한 사건이다. 저격으로 내무반에 취침중인 병들 다수가 부상하고, 당시 해당 사고를 일으킨 모 일병의 선임인 상등병 8명과, 숙직실에 근무중이던 소대장 모 중위가 현장에서 즉사했다.

### 경기도 연천 의무병 살인사건
2014년 4월 7일 경기도 연천군 중면의 육군 예하 모 사단의 본부대 예하의 의무대에서 평소 선임병들에게 구타, 가혹행우, 체벌, 미움, 학대, 따돌림 등을 당하던 모 병사가 구타 및 가혹행위의 후유증으로 사망한 사건이다. 당시 해당 사고를 당한 모 이병에게 구타 가혹행위를 주도한 모 병장은 평소에 자신의 직속상관인 모 하사를 되려 자신의 아랫사람으로 부리는 등 군기를 매우 문란하게 했다. 사건 경위를 조사한 결과 더 경악할 문제는 모 병장이 모 이병을 가혹행위로 사망하게 한 사유가 재미 있어서였다고 한다.
이 사건으로 인해 김관진 당시 국방부 장관이 군복무에 부적합한 인원이 군복무를 하게 해서는 절대로 안 된다는 발언을 할 정도였다.